# Fotbal Kunovice
Fotbal Kunovice is een Tsjechische voetbalclub uit Kunovice. De club is in 1932 opgericht als SK Kunovice. Tussen 2002 en 2006 speelde de club in totaal 4 seizoenen op het tweede niveau van Tsjechië.

## Naamswijzigingen
- 1932 – opgericht als SK Kunovice (Sportovní klub Kunovice)
- 1953 – DSO Spartak Kunovice (Dobrovolná sportovní organizace Spartak Kunovice)
- 1958 – TJ SPP Kunovice (Tělovýchovná jednota Strojírny první pětiletky Kunovice)
- 1965 – TJ LET Kunovice (Tělovýchovná jednota LET Kunovice)
- 1988 – TJ Kunovice (Tělovýchovná jednota Kunovice)
- 1998 – FK Kunovice (Fotbalový klub Kunovice)
- 2009 – Fotbal Kunovice